# Argentina nos Jogos Pan-Americanos de 1971
A Argentina competiu nos Jogos Pan-Americanos de 1971, em Cali, na Colômbia.